# Поляков, Андрей Геннадиевич
Андре́й Генна́диевич Поляко́в (род. 9 июня 1968, Симферополь, Крым) — русский поэт, прозаик, филолог, журналист, главный редактор.

## Биография
Окончил филологический факультет Симферопольского государственного университета. Работал журналистом, преподавал гуманитарные дисциплины, в 1997—1998 был главным редактором крымского дайджеста российской литературной периодики «Толстый журнал», созданного под эгидой Русского ПЕН-центра.
С начала 1990-х — участник крымско-московской пост-метареалистической поэтической группы «Полуостров», позднее Крымский клуб (вместе с Николаем Звягинцевым, Игорем Сидом, Михаилом Лаптевым и Марией Максимовой). Стихи переводились на французский, английский, немецкий, итальянский, болгарский и украинский языки.
Живёт и работает в Симферополе.
Стихи Полякова глубоко укоренены в поэзию акмеистов, следуя чеканной метрике и ясной риторической основе Ахматовой и Гумилёва, но по неочевидности ассоциативных связей и интенсивности привлечения культурного материала (особенно — по нечастому на рубеже XX—XXI веков постоянному интересу к античной литературе) напоминая, скорее, Мандельштама. В центре его поэзии — фигура лирического героя, стоически переживающего постмодернистское отчуждение культуры.

## Труды
- Epistulae ex Ponto. — <Черновцы>, 1995.
- Орфографический минимум: Книга стихотворений. — СПб.: Пушкинский фонд, 2001.
- Для тех, кто спит. — М.: Новое литературное обозрение, 2003.
- Китайский десант. — М.: Новое издательство, 2010. — 144 с. — (Новая серия)
- Письмо. — М.: Арт Хаус медиа, 2013. — 150 с. — Библиотека журнала «Современная поэзия»
- Америка. — М.: Новое литературное обозрение, 2014.
- Эвакуация. — М.: Воймега, 2022. — 104 c.
- Радиостанция «Последняя Европа». Красная книга. — М.: Воймега, 2022. — 112 c.

## Сборники
- Полуостров (с Михаилом Лаптевым, Марией Максимовой, Николаем Звягинцевым и Игорем Сидом). — М.: АРГО-РИСК, 1997.
- Кордон (с Игорем Сидом и Сергеем Жаданом). — М.: Арт Хаус медиа, 2009.

## Публикации
Стихи публиковались в антологиях «Освобождённый Улисс», «Самиздат века», «10/30: Стихи тридцатилетних», «Девять измерений», «Неизвестная Украина», «Дикое поле: Стихи русских поэтов Украины», Anthologie de la poésie russe contemporaine 1989—2009 и др.
Публикации в журналах «Знамя», «Митин журнал», «Русская мысль», «Новое литературное обозрение», «Критическая масса», «Воздух», «Октябрь», «Вавилон», «Черновик», «Новая Юность», «Арион», «Золотой векъ», «Manuskripte», «Альманах ЛИА Руслана Элинина», «©оюз Писателей», «Шо», газете «Гуманитарный фонд», интернет-журналах «TextOnly», «Новая Камера хранения», «РЕЦ» и др.

## Награды
- Малая премия «Москва-транзит» (2003).
- Шорт-лист Премии Андрея Белого (2003, 2009).
- Стипендия Фонда Иосифа Бродского (2007).
- Международная литературная Волошинская премия (2008).
- Премия Андрея Белого (2011)
- Русская премия (2014)
- Премия «Парабола» (2014)
- Государственная премия Республики Крым за 2022 год в номинации «Литература»[1]